# Mega Man Zero
Mega Man Zero (ロックマンゼロ, Rokkuman Zero) est une série de jeux vidéo d'action-plates-formes éditée par Capcom issue de la franchise Mega Man. La série est développée par Inti Creates, en collaboration avec le producteur Keiji Inafune et le réalisateur Yoshinori Kawano. La saga est composée de quatre jeux d'abord publiés sur Game Boy Advance et plus tard sur Nintendo DS ainsi que sur la Wii U via sa console virtuelle.
L'histoire se déroule un siècle après Mega Man X, et suit le réveil de Zero qui se bat dans une guerre entre les humains et les Réploïdes, qui sont opprimés par l'humanité à la suite d'une crise mondiale de pénurie d'énergie. Ensemble, avec le scientifique Ciel, Zero aide la résistance Réploïde à survivre et combat d'autres Réploïdes envoyés par l'humanité pour les détruire. Tout au long de la série, les évènements vont radicalement changer.

## Jeux
Série principale
- Mega Man Zero (2002)[3],[4],[5],[6],[7],[8],[9],[10]
- Mega Man Zero 2 (2003)[11],[12],[13],[14],[15],[16],[17],[18]
- Mega Man Zero 3 (2004)[19],[20],[21],[22],[23],[24],[25]
- Mega Man Zero 4 (2005)[26],[27],[28],[29]

Série dérivée
- Mega Man ZX (2006)[30],[31],[32],[33],[34]
- Mega Man ZX Advent (2007)[35],[36],[37],[38],[39],[40]

Note : Le nom de code du troisième jeu annulé ZX"C (2008)
Compilation
- Mega Man Zero / ZX: Legacy Collection[42]

## Manga
Une série de manga a été créée par Hideto Kajima et sérialisée en 2003 pour le magazine Monthly CoroCoro Comic. Le manga diffère toutefois beaucoup de la série des jeux vidéo Mega Man ZX concernant le ton et l'histoire. Les jeux vidéo ont des thèmes assez sérieux et sombres tandis que le manga s'oriente plus vers la comédie.
Zero et Ciel ont des personnalités grandement modifiées. Ciel y est plus dominant et insensible alors que Zero y est plutôt faible et fragile, caractère représenté par l'absence de son casque. Mais quand le danger surgit, le casque de Zero apparaît et il se transforme en Rockman Zero. Cela se produit généralement pour protéger Lito, un jeune garçon qui accompagne Zero tout au long du manga. Le manga a été publié sur trois tankōbon.